# Mo, Ockelbo kommun
Mo är en by i Ockelbo socken i Ockelbo kommun, cirka 6 kilometer nordväst om Ockelbo. SCB klassade orten som en småort 1995. Från 2015 avgränsar SCB här åter en småort.
Förr i tiden hade byn järnvägsförbindelse vid Mo grindar.